# Броненосцы типа «Адмирал»
Броненосцы типа «Адмирал» — серия британских броненосцев 1880-х годов. 
Название типа являлось полуофициальным и было дано ей из-за того, что большинство этих кораблей получили названия в честь британских адмиралов. Корабли типа «Адмирал» стали первыми полноценными британскими барбетными броненосцами, а их конструктивная схема легла в основу всех последующих британских эскадренных броненосцев. Пять броненосцев типа «Адмирал» были заложены в 1880—1883 годах, но вследствие задержек с изготовлением орудий главного калибра для них, корабли завершены были только в 1887—1889 годах.
Тип «Адмирал» подразделялся на четыре группы. Водоизмещение единственного корабля первой группы по экономическим соображениям было ограничено до 10 000 тонн, что ограничило его мореходные качества, помимо этого «Коллингвуд» имел 305-мм орудия главного калибра и менее мощную по сравнению с последующими кораблями силовую установку. Корабли второй группы были вооружены 343-мм орудиями и имели более мощную силовую установку, что увеличило их водоизмещение на 800 тонн, а корабли третьей группы имели усиленное бронирование барбетов, удлинённый корпус и главный броневой пояс. Единственный корабль последней группы отличался заменой орудий главного калибра на два 413-мм и увеличенным числом орудий среднего калибра, а также менее мощной силовой установкой.
Орудия калибра 343 мм оказались очень сложными в изготовлении, и из-за них заметно задержался ввод кораблей в строй, однако на тот момент они оказались самыми мощными в мире, и сохранили это превосходство еще на десять лет. Корабли второй группы были сильно перегружены, и весь их броневой пояс при полной нагрузке скрывался под водой.
Из-за ограниченных мореходных качеств броненосцы типа «Адмирал» несли службу преимущественно в Средиземном море, а также во флоте метрополии. В боевых действиях броненосцы типа «Адмирал» участия не принимали и их служба оказалась сравнительно короткой. Уже с 1894 года, меньше чем через 10 лет, эти корабли начали переклассифицироваться в броненосцы береговой обороны. К началу 1900-х годов все броненосцы типа «Адмирал» были выведены в резерв, а в 1909—1911 годах — окончательно сняты с вооружения и проданы на слом.
Из кораблей серии наиболее известны «Кэмпердаун», в результате ошибки при маневре протаранивший и потопивший собственный флагман «Виктория», и «Энсон», об таран которого пробил борт пароход «Утопия», также затонувший.

## История
Начало 1880-х годов застало британский флот в состоянии неопределенности. Стремительный прогресс военной технологии привел к тому, что прогнозировать развитие флота оказалось чрезвычайно сложно: заложенные по самым современным концепциям корабли к моменту вступления в строй уже могли безнадежно устареть. Адмиралтейство пребывало в неуверенности, не решаясь выбрать какую-либо определенную доктрину развития кораблестроения, так как опасалось, что эта доктрина может устареть, и британский флот окажется в проигрышном положении.
Отсутствие единого мнения у командования флота сказывалось и на его составе. Различные инженеры имели различные взгляды на тактическое применение кораблей в будущем, и соответственно — на ключевые особенности их конструкции. Все это приводило к тому, что британский флот в 1870-х годах пополнялся значительно отличающимися друг от друга броненосцами, практически не приспособленным к совместным действиям. По иронии судьбы, такое положение дел считалось нормальным — под влиянием сражения при Лиссе в 1866 году (единственного на тот момент крупного морского сражения с участием броненосных флотов), адмиралы представляли морской бой будущего как более или менее свалку, в которой корабли будут действовать индивидуально, или в крайнем случае небольшими отрядами.
К 1880-м годам ситуация дошла до окончательного кризиса: основную линию британского флота составляли совершенно разнотипные корабли, не способные действовать вместе и адаптированные под различные доктрины боя. Постоянное стремление к экономии, и следовательно — к уменьшению размеров кораблей, привело также к тому, что большинство британских броненосцев были слабее иностранных аналогов. Все это внушало опасения, что формально превосходящий по численности, но разномастный британский флот может быть разбит уступающей по размерам, но однородной эскадрой неприятеля.

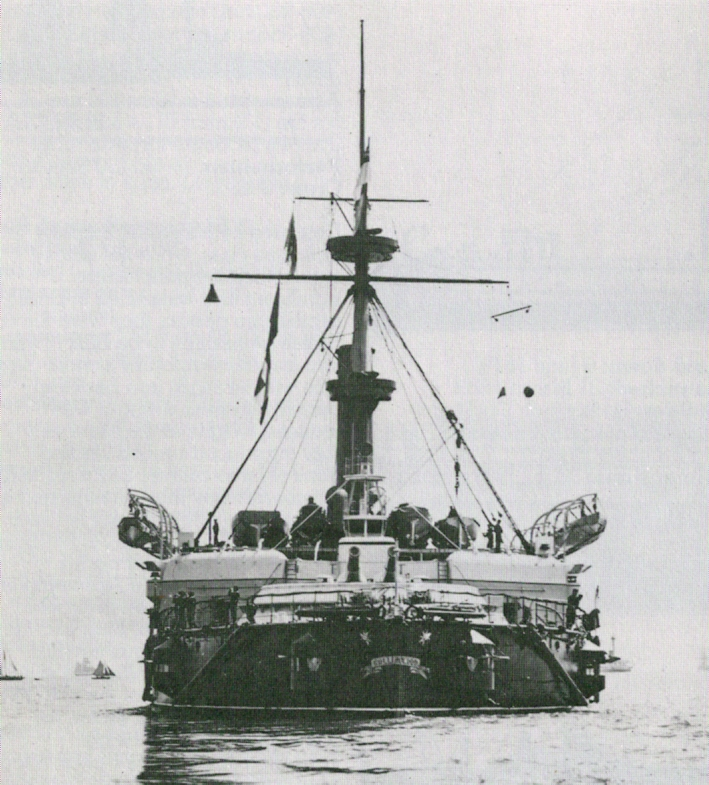
HMS "Коллингвуд"

В 1880-м году, главный инженер флота, Натаниэль Барнаби, разработал проект нового крупного броненосца водоизмещением около 10000 тонн. Вооруженный четырьмя тяжелыми орудиями, этот броненосец — «Коллингвуд» — был заложен первоначально как единичный корабль, развивавший идею башенного броненосца типа «Девастасьон», но с заменой низких вращающихся орудийных башен на высокие неподвижные барбеты. Однако, в процессе его строительства стало известно, что французы заложили крупную серию близких по тактико-техническим характеристикам броненосцев типа «Марсо». Чтобы нейтрализовать возможное отставание, британский флот принял решение заложить серию броненосцев по схеме «Коллингвуда», но с более мощным вооружением.

## Конструкция

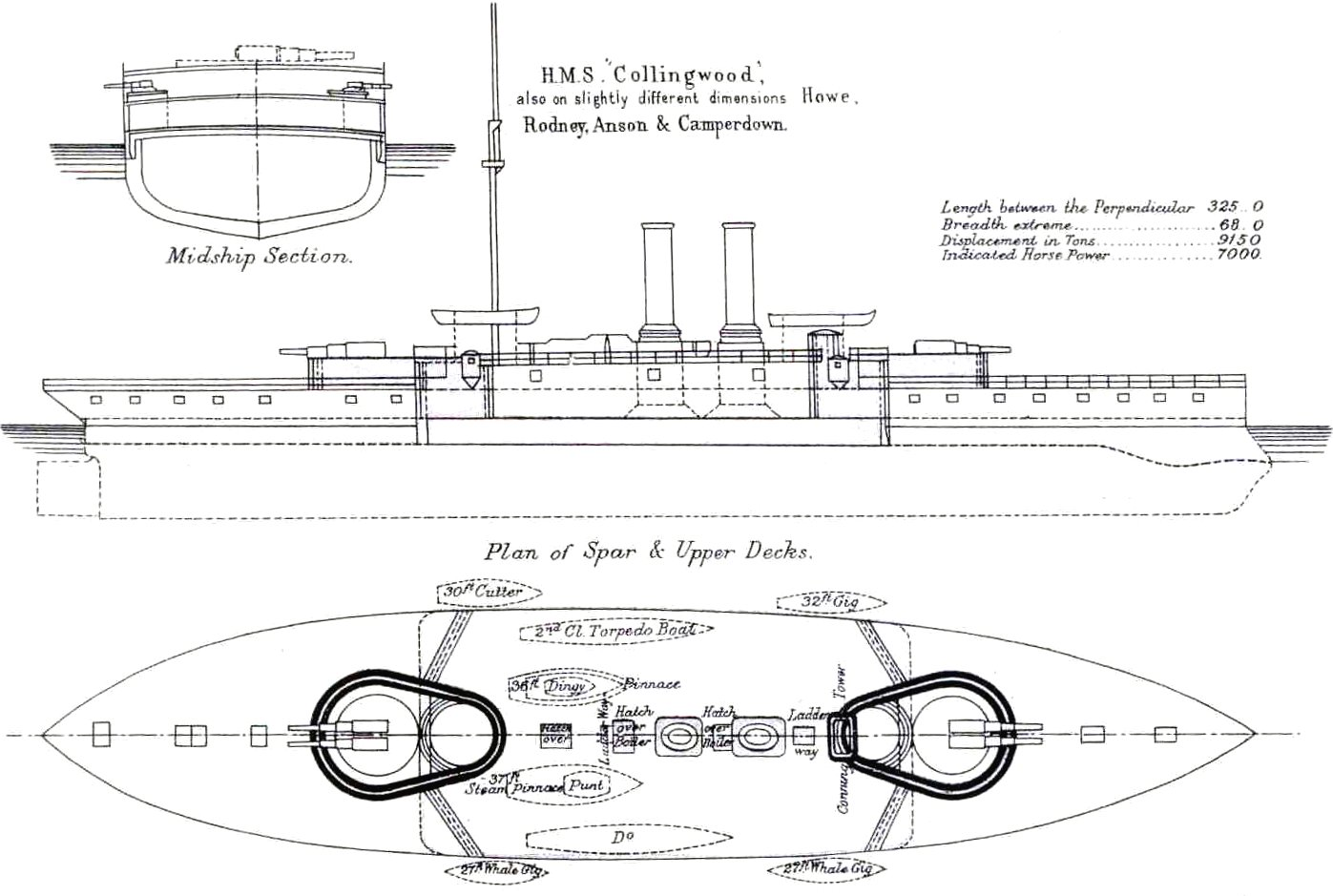
Общая схема устройства броненосца "Коллингвуд"

Броненосцы типа «Адмирал» были разработаны Барнаби как развитие низкобортного башенного броненосца «Девастейшен» с заменой массивных низких башен на более высокие барбеты — чтобы дать орудиям возможность действовать в любую погоду. До этого барбеты в британском флоте применялись только на экспериментальном броненосце «Темерер» и не снискали значимой популярности; однако, Барнаби был уверен, что они будут более эффективны на низкобортном корабле.
Водоизмещение этих броненосцев превысило 10000 тонн, что поставило их в ряд крупнейших кораблей того времени. Они имели низкий надводный борт с выступающей в центре прямоугольной надстройкой, вмещающей вспомогательные орудия. Их основное вооружение располагалось в двух барбетных установках, одной в носу и другой в корме. Единственная мачта была установлена позади двух труб; над крышей надстройки выступали две рубки.

### Вооружение
Все корабли серии имели своё главное вооружение расположенным в двух барбетных установках, в носу и корме. Барбеты имели грушевидную форму, обращенную широкой стороной к оконечности: в широкой части барбета располагалась вращающаяся платформа с пушками, стреляющими поверх неподвижного броневого ограждения, в узкой части располагались механизмы перезарядки. Подобное решение позволяло сделать барбет более компактным, но вынуждало разворачивать орудия по длине корабля для перезарядки. Барбетное размещение орудий позволило при сравнительно невысоком надводном борте расположить орудия «Адмиралов» высоко над ватерлинией, обеспечив возможность ведения огня при сильном волнении.

#### Подтип «Коллингвуд»

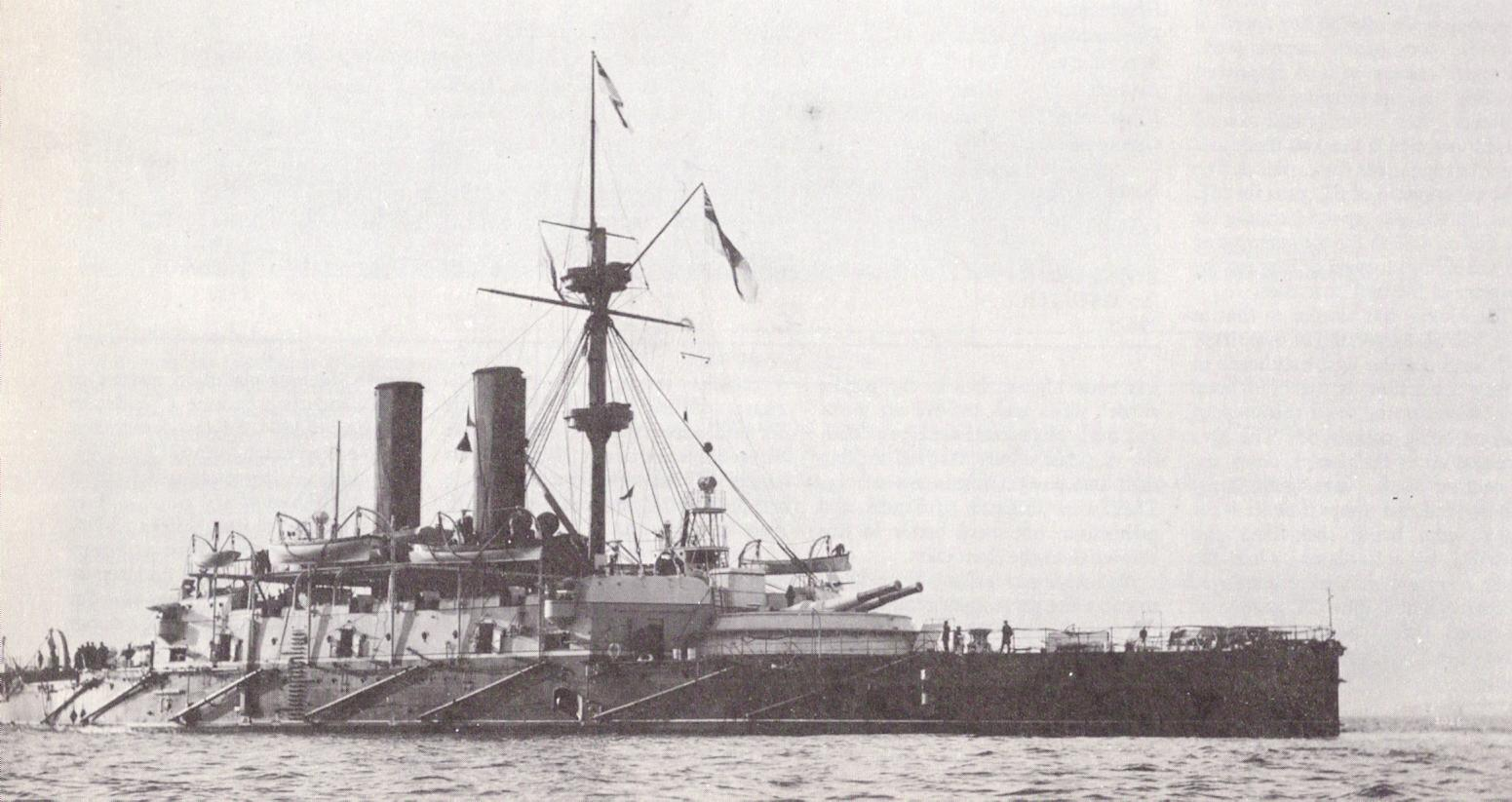
Вид на кормовой барбет HMS «Collingwood»

Головной корабль в серии, «Коллингвуд» был спроектирован и заложен раньше остальных, и вооружен стандартными для британских броненосцев конца 1870-х годов 305-миллиметровыми орудиями. Эти 305-миллиметровые 25-калиберные пушки весом в 45 тонн были одними из первых британских крупнокалиберных казенозарядных орудий. Они стреляли снарядом весом в 324 килограмма с начальной скоростью 583 метра в секунду, способным на дистанции в 1000 метров пробить до полуметра кованой железной брони. Их скорострельность составляла приблизительно выстрел в 2—3 минуты, что считалось вполне приемлемым по мерам того времени.
Вспомогательное вооружение броненосца было достаточно мощным, и состояло из шести 152-мм 25-калиберных орудий, стоявших в надстройке. Эти орудия не были защищены броней, и предназначались для поражения в ближнем бою небронированных частей кораблей противника, а также для эффективного поражения крейсеров и канонерских лодок. Скорострельность их была невысокой, не более 3-4 выстрелов в минуту.
Для защиты от миноносцев, броненосец «Коллингвуд» был оснащен мощной батареей из двенадцати 6-фунтовых и восьми 3-фунтовых пушек, расположенных на крыше надстройки. Такое вооружение считалось вполне достаточным для защиты от небольших миноносцев того времени. Так как морская тактика 1880-х годов уделяла значительное внимание бою на ближней дистанции и таранным атакам, броненосец нес четыре надводных 356-мм торпедных аппарата; предполагалось, что «Коллингвуд» сможет применять их либо для атаки врага при промахе тараном, либо для защиты от таранной атаки неприятеля.

#### Подтип «Родни» и «Кэмпердаун»

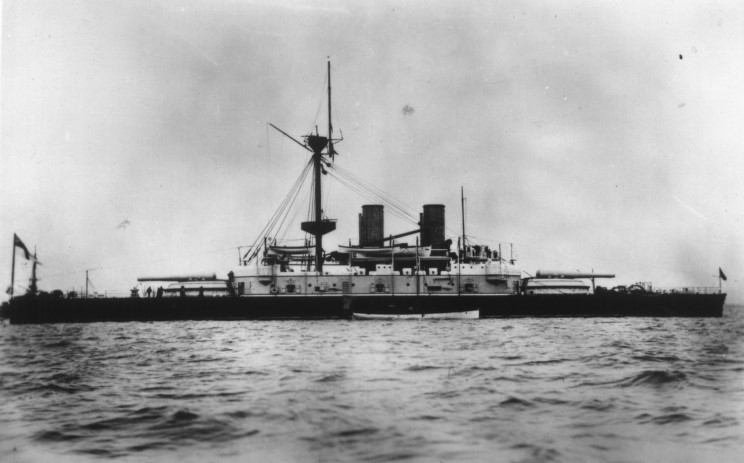
HMS "Хау" в море

На этих четырех броненосцах, основное вооружение составляли новые 343-мм 30-калиберные орудия. Такое усиление было связано с информацией о закладке французами броненосцев типа «Марсо», вооруженных 340-мм артиллерией, и стремлением обеспечить британским кораблям превосходство.
Новые 343-мм пушки представляли собой значительный шаг вперед в плане огневой мощи. Каждое из них весило 67 тонн, и стреляло 600-килограммовым снарядом — почти вдвое более тяжелым, чем у «Коллингвуда» — с начальной скоростью в 614 метров в секунду. На дистанции в 1000 метров, такой снаряд мог пробить до 71 сантиметра кованой железной брони.
Однако, новые пушки были не лишены недостатков. Главным из них была огромная сложность производства этих орудий. Изготовление пушек катастрофически выбилось из графика — планирующиеся к поставке в 1885—1886 году орудия на практике были установлены на корабли лишь в 1887—1889, чему виной были дефекты при производстве. Кроме того, эти орудия страдали от довольно низкой скорострельности — их темп стрельбы составлял не более 1 выстрела в 3—4 минуты.
Вспомогательное вооружение не отличалось от прототипа, и состояло из шести 152-мм 25-калиберных пушек, по три на борт. Противоминное вооружение было представлено двенадцатью 6-фунтовыми и десятью 3-фунтовыми орудиями на крыше надстройки. Также корабли несли по пять 356-мм надводных торпедных аппарата.

#### Подтип «Бенбоу»

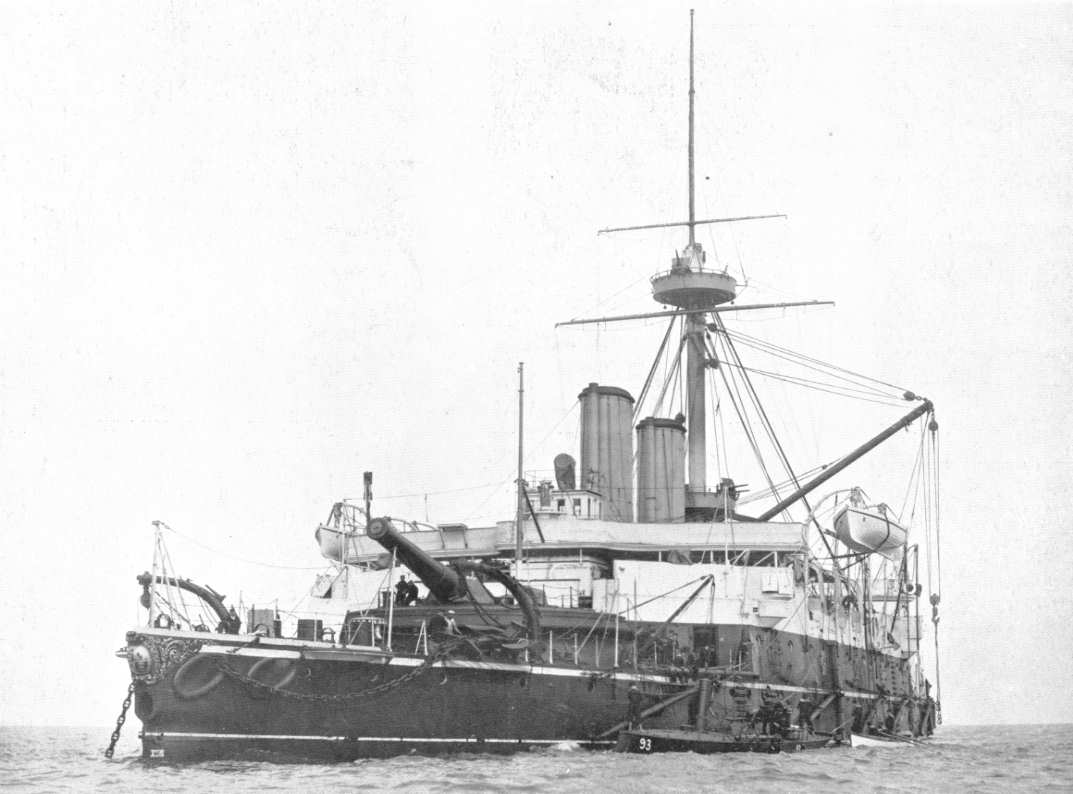
Носовое орудие HMS «Benbow»

Единственный представитель своего подтипа, «Бенбоу» выделялся среди прочих кораблей составом вооружения. Производство новых 343-мм 30-калиберных орудий оказалось слишком сложным для британской промышленности — пушки изготавливались медленно, со значительным отставанием от графика, и в результате уже готовые корабли были вынуждены ждать годами своего вооружения.
Сложности с производством 343-мм орудий привели к импровизированному решению вооружить уже готовый «Бенбоу» какими-нибудь другими пушками. Так как 305-мм орудия «Коллингвуда» выглядели недостаточно мощными, адмиралтейство приняло решение установить на «Бенбоу» два чудовищных 412-миллиметровых 30-калиберных орудия, разработанных для броненосцев типа «Виктория». По одному такому орудию было установлено в носовой и кормовой барбетной установке корабля.
На тот момент, эти колоссальные пушки были самыми мощными в мире. При весе в 110 тонн, каждое такое орудие стреляло 816-килограммовым снарядом с начальной скоростью до 636 метров в секунду. На дистанции в 1000 метров, такой снаряд мог пробить 80-сантиметровую плиту из кованого железа, поставленную вертикально. Платой за мощность являлась низкая скорострельность — около 1 выстрела в 3-5 минут — и слабая надежность орудия. Пушки этого типа никогда не были полностью испытаны на износ из-за их высокой стоимости, демонстрировали неудовлетворительную точность и часто ломались.
Чтобы частично компенсировать уменьшенную огневую производительность «Бенбоу», инженеры увеличили число вспомогательных 152-мм орудий до десяти. Противоминное вооружение состояло из двенадцати 6-фунтовых и семи 3-фунтовых орудий, расположенных на крыше надстройки. Корабль также был оснащен пятью надводными торпедными аппаратами

### Бронирование
Корабли имели традиционную для британских броненосцев «цитадельную» компоновку, впервые опробованную на «Инфлексибле». При их проектировании, конструкторы исходили из возможностей артиллерии своего времени: тяжелые морские орудия обладали огромной пробивной силой, но сравнительно малой скорострельностью. Поэтому применили принцип «всё или ничего»: основные усилия были приложены к тому, чтобы защитить жизненно важные отсеки в центре корабля — погреба боезапаса, машины и котлы — максимально мощной броней, оставив оконечности незащищенными. Предполагалось, что медленно стреляющие тяжелые орудия не смогут разрушить небронированные оконечности до такой степени, чтобы их затопление угрожало кораблю гибелью до тех пор, пока не пробита цитадель.
В соответствии с этой доктриной, чрезвычайно толстый пояс защищал только центральную часть корпуса «Адмиралов», между основаниями установок главного калибра. Он был изготовлен из сталежелезной брони «Компаунд», полученной путём спайки наложенных друг на друга стальной и железной плит; такая броня была прочнее железной, но менее склонна к растрескиванию, чем стальная. Толщина пояса достигала впечатляющей цифры в 457 миллиметров, к нижней кромке он сужался до 203 миллиметров. Естественно, что при такой огромной толщине, высота пояса составляла всего около 2 метров, из которых при нормальной загрузке над водой выступало менее 0,5 метра. На концах, пояс замыкался 410 миллиметровыми траверзными переборками.
Горизонтальное бронирование состояло из проходившей ниже ватерлинии плоской броневой палубы, толщиной около 51 миллиметров. В носовой части, палуба загибалась вниз, утолщаясь до 76 миллиметров, и соединяясь с таранной переборкой. По меркам времени, палуба предоставляла адекватную защиту от настильного огня. Дополнительно, защита корабля была усилена размещением угольных ям за броневым поясом.
Артиллерия главного калибра была защищена на «Коллингвуде», «Хоув» и «Родни» плитами толщиной от 280 миллиметров до 305 миллиметров. Эта броневая защита была сочтена недостаточной, и на «Кэмпердауне», «Энсоне» и «Бенбоу» толщину барбетов увеличили до 305—356 миллиметров.

### Силовая установка
Корабли приводились в движение двумя паровыми машинами типа «Компаунд», конструкции Хэмпфри (исключая «Кэмпердаун» и «Бенбоу», оснащенные машинами модели Мадсли). Пар обеспечивали двенадцать цилиндрических котлов. Мощность на пробе составила от 9600 и до 11500 л. с. Скорость на мерной миле составила 15,5—16 узлов. При помощи впервые примененной на британских броненосцах форсированной тяги, удалось кратковременно добиться 16,8 узлов для «Коллингвуда», 17,4 узлов для «Энсона», 17,1 узлов для «Кэмпердауна», 16,9 узлов для «Родни» и «Хау», и 17,5 для «Бенбоу». Однако, форсированная тяга создавала повышенный риск выхода из строя котлов, и не считалась надежной.

## Представители
| Название                 | Верфь               | Закладка        | Спуск на воду   | Вступление в строй | Судьба                |
| ------------------------ | ------------------- | --------------- | --------------- | ------------------ | --------------------- |
| I группа                 |                     |                 |                 |                    |                       |
| «Коллингвуд» Collingwood | Pembroke Dockyard   | 12 июля 1880    | 22 ноября 1882  | июль 1887          | продан на слом в 1909 |
| II группа                |                     |                 |                 |                    |                       |
| «Родни» Rodney           | Chatham Dockyard    | 6 февраля 1882  | 8 октября 1884  | июнь 1888          | продан на слом в 1909 |
| «Хау» Howe               | Pembroke Dockyard   | 7 июня 1882     | 28 апреля 1885  | июль 1889          | продан на слом в 1910 |
| III группа               |                     |                 |                 |                    |                       |
| «Кэмпердаун» Camperdown  | Portsmouth Dockyard | 18 декабря 1882 | 24 ноября 1885  | июль 1889          | продан на слом в 1911 |
| «Энсон» Anson            | Pembroke Dockyard   | 24 апреля 1883  | 17 февраля 1886 | май 1889           | продан на слом в 1909 |
| IV группа                |                     |                 |                 |                    |                       |
| «Бенбоу» Benbow          | Thames Iron Works   | 1 ноября 1882   | 15 июня 1885    | июнь 1888          | продан на слом в 1909 |

## Оценка проекта
Броненосцы типа «Адмирал» были первым шагом на пути британского флота к созданию «идеального, стандартного» броненосца. По иронии судьбы, более-менее однотипными эти корабли стали только из-за спешки, вынудившей срочно заложить дополнительные корабли по проекту «Коллингвуда». Тем не менее, эти шесть близких по тактико-техническим характеристикам броненосцев были значимым дополнением для британского флота, поскольку могли действовать совместно (даже с учетом их разницы в вооружении) и представляли собой шаг вперед по сравнению с привычной разнотипицей. Их создание позволило британскому флоту осознать преимущества близких по тактико-техническим характеристикам кораблей.
Для своего времени, броненосцы типа «Адмирал» были достаточно совершенными кораблями, с очень мощным и рационально расположенным вооружением и высокой скоростью. Применение барбетных установок позволило при сравнительно низком надводном борте расположить орудия главного калибра достаточно высоко. Однако, стремление к защите кораблей от тяжелой артиллерии на них довели почти до абсурда: крошечная по размерам цитадель закрывала очень небольшой участок борта, а из-за строительной перегрузки броневой пояс почти скрывался под водой. Теоретически, корабли должны были сохранять плавучесть до тех пор, пока не была пробита цитадель и не затоплены отсеки под броневой палубой. На практике, сильное затопление оконечностей неминуемо приводило к потере броненосцами типа «Адмирал» скорости и создавало значимый риск потери остойчивости; это имело особенное значение, с учетом того, что основной противник — французские броненосцы — традиционно имели очень сильные батареи вспомогательных орудий.
В целом, не слишком совершенные по характеристикам, броненосцы типа «Адмирал» были первым шагом в правильном направлении — который британский флот разглядел лишь с некоторым запозданием, продолжив строительство малых серий сильно различающихся кораблей.